# تنموية

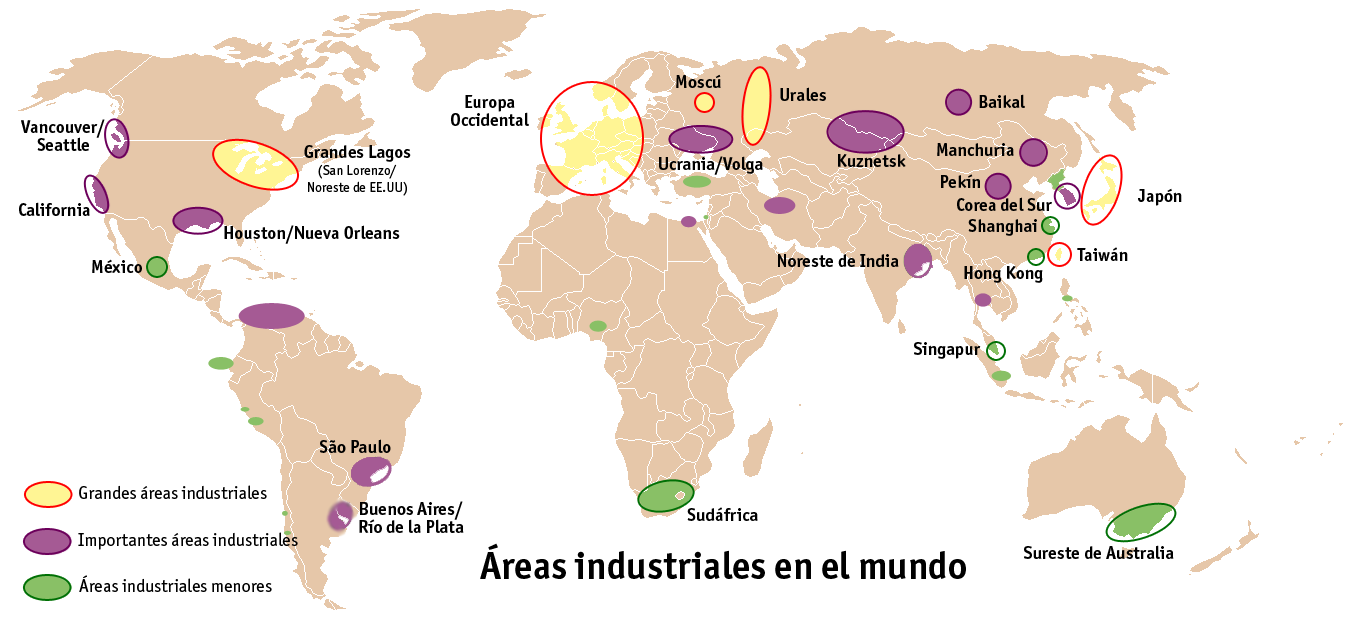

التنموية (بالإنجليزية: Developmentalism)‏ هي نظرية اقتصادية تفترض أن الطريقة الأفضل لنمو الاقتصادات الأقل نموًا تتمثل في رعاية سوق داخلية قوية متنوعة وفرض تعرفة مرتفعة على السلع المستوردة.
التنموية مدرسة فكرية ناشئة عن تقاطع عدة أنظمة تقدم أيديولوجية التنمية على أنها الاستراتيجية الأساسية نحو تحقيق الرخاء الاقتصادي. وكانت المدرسة الفكرية - بشكل جزئي- ردة فعل على محاولات الولايات المتحدة الحثيثة لكبح الشيوعية والتعامل مع حركات الاستقلال الوطنية في آسيا وأفريقيا. ويمكن فهم التنموية ضمن سياق الاقتصاد العالمي على أنها تتألف من مجموعة من الأفكار التي تتقارب لتضع التنمية الاقتصادية في مركز مساعي السياسة ومؤسساتها، وأيضًا على اعتبارها وسيلة ترسَخ من خلالها الشرعية ضمن المناخ السياسي. يتمسك أنصار نظرية التنموية بأن نجاح تنمية الاقتصاد في الدول النامية (وعلى وجه الخصوص في أمريكا اللاتينية وشرق آسيا) يمنح القيادة الشرعية لشخصيات سياسية ما كانت لولا ذلك لتستفيد من الإجماع الاجتماعي حول من ينبغي أن يقود وكيف ينبغي عليه تقديم نفسه في الساحة الدولية. ويعتقد التنمويون أن الاستقلال الوطني لدول «العالم الثالث» يمكن تحقيقه والحفاظ عليه من خلال الانتفاع بموارد خارجية موجودة لدى تلك الدول الخاضعة لنظام رأسمالي. وبهذا القدر المصرح به، كانت التنموية هي النموذج الفكري الذي استُخدم في محاولة لعكس الصدمة السلبية التي مر بها الاقتصاد الدولي في الدول النامية خلال عقدي الخمسينيات والستينيات من القرن العشرين، الفترة التي بدأت دول أمريكا اللاتينية خلالها بتنفيذ استراتيجيات استبدال الواردات. وباستخدام هذه النظرية، أطِّرت التنمية الاقتصادية بالمعيار الغربي الحديث: يُقاس النجاح الاقتصادي وفق المفاهيم الرأسمالية المتعلقة بمعاني تنمية دولة ما واستقلالها في الحكم وكسبها الشرعية.
لا تقوم النظرية على افتراض أن ثمة خطوات متشابهة من أجل تنمية كل الدول فحسب، بل أيضًا أن ثمة حركة خطية من خطوة إلى التي تليها، إذ تنتقل من الشكل التقليدي أو البدائي إلى الشكل الحديث أو المتحول إلى الصناعة.
وة رغم المحافظة الأولية على الاقتصادات الناشئة في آسيا والمحيط الهادئ وأمريكا اللاتينية وإفريقيا، فقد طفا مفهوم التنموية إلى السطح مؤخرًا في الدول المتطورة، وبشكل خاص ضمن الكيانات الاقتصادية التي يقودها صناع قرار «غير تقليديين»، مثل دونالد ترامب وبيرني ساندرز في الولايات المتحدة الأمريكية.

## الأيديولوجيا والمعتقدات الأساسية
ثمة أربع أفكار أساسية تتكامل في نظرية التنموية، وهي:
- أولًا، هناك الفكرة العامة التي تفيد أن أداء اقتصاد دولة ما هو المورد المركزي للشرعية السياسية التي يمكن للنظام ادعاؤها. وعوضًا عن أن ينسبوا إلى هذه الفكرة أمورًا من قبيل أن تكون القدرة على سن القوانين وفرض تطبيقها هي ما يمنح دولة ما السلطة، يجادل التنمويون أن دعم النمو الاقتصادي وما يترتب عليه من ازدهار لأوضاع المواطنين هو ما يعطي عموم السكان حافزًا لدعم النظام القائم، ما يضمن له شرعية سياسية قائمة بحكم الأمر الواقع وحكم القانون في آن معًا.
- يؤكد المعتقد الثاني في التنموية أنه من دور الأنظمة أن تستخدم سلطتها الحكومية لنشر التوعية بالمخاطر المرتبطة بالتنمية الرأسمالية، إلى جانب التوفيق بين الرغبات الحكومية والتجارية في سبيل ترقية المصلحة الوطنية إلى الحد الأعلى.[5]
- ثالثًا، يؤكد التنمويون على الفصل بين بيروقراطيي الدولة وسياسييها، بما يسمح بإجراءات إعادة تطوير مستقلة وناجحة للبنى القيادية والإجراءات الإدارية والبيروقراطية (حين تصبح هذه التغييرات ضرورية). وهذا الفصل عامل أساسي من أجل تحقيق التوازن بين حاجات الدولة وأهمية تشكيل روابط اقتصادية دولية قوية والحفاظ عليها. لذلك تتمتع الحكومة بالحكم الذاتي المستقل الذي يتيح لها التعامل مع قضايا محددة على مستوى وطني، مع مساعدة بيروقراطيي الدولة في الحفاظ على الشؤون الدولية اللازمة لتنمية اقتصاد البلد.
- يتعامل الجانب الأخير من أيديولوجيا التنموية مع الفكرة القائلة بضرورة انتفاع الدول بالنظام الرأسمالي بوصفه وسيلة لتطوير الاقتصاد الدولي. وتنشأ الامتيازات في الأنظمة الرأسمالية من ردود الفعل النشطة على الشؤون الخارجية في سبيل الحفاظ على الموارد الخارجية التي تساعد بتحقيق استقلال اقتصادي أكبر، إذ إن الموارد المكتسبة من المشاركة النشطة في الشؤون الاقتصادية الدولية تساعد في تجنيب الدول من استغلال الرأسمالية لها وإيصالها إلى مواضع تخولها لتستفيد من الاقتصاد الدولي لتحقيق مكاسب وطنية لها.[6]

## نبذة تاريخية
كتب توني سميث في مقالته المعنونة «هل هي جنازة دراسات العالم الثالث أم أجندة جديدة لها؟» عن ترسيخ التنموية لمكانتها في الشؤون الدولية في السنوات التي تبعت الحرب العالمية الثانية مباشرةً، التي تولت خلالها الولايات المتحدة قيادة العالم الذي قصمت الحرب ظهره، في حين كانت الولايات المتحدة سليمة معافاة إلى حد كبير. حفّزت نهاية الحرب العالمية الثانية قيام حركات تحرر وطني ضخمة في أنحاء إفريقيا وآسيا: وشكلت هذه الحركات تهديدًا للولايات المتحدة، نتيجة لخوفها من تجذر الشيوعية في الدول المستقلة التي نشأت حديثًا. وبناء على ذلك، أصبحت هذه الحركات المتجهة نحو التحرر في أولى أولويات الولايات المتحدة الأمريكية: وطابقت التنموية ما كانت تريده الولايات المتحدة بشكل ممتاز؛ لأن معتقداتها تشكل بيئة من الاستقلال الوطني والمشاركة الكبيرة في الاقتصاد الدولي في آن معًا. وستكون هذه المشاركة بالصيغة الرأسمالية، ما يجعل الولايات المتحدة في ترويجها للتنموية تروج أيضًا للرأسمالية ضمن الدول المستقلة حديثًا. وقد ازدهرت مدرسة التنموية الفكرية بفضل هذا الدعم المفاجئ من الولايات المتحدة. وعلاوة على ذلك، باتت المدرسة توحد بين الباحثين من مختلف الأنظمة العلمية الاجتماعية تحت مظلة الروابط الاجتماعية والمصلحة المشتركة الظاهرة في قمع الشيوعية وكسب المزيد من النفوذ في الميدان السياسي والاقتصادي العالمي.
وبناء على ذلك، بدأ «العصر الذهبي» لمدرسة التنموية بعد عام 1945، واستمر حتى نهاية عقد الستينيات من القرن العشرين. لكن خلال السبعينيات، بدأت شعبية التنموية ورواجها تذوي وتتراجع.
خلال عقدي الخمسينيات والستينيات من القرن العشرين، فعلت ممارسة التنموية الكثير لتعزيز الرخاء والازدهار في المخروط الجنوبي (الذي يضم أجزاء من البرازيل والأرجنتين وتشيلي وأورغواي). ووفقًا لما قالته ناعومي كلاين: «خلال فترة التوسع التي تبعث على الدوار هذه، بدأ المخروط الجنوبي يشبه أوروبا وأمريكا الشمالية أكثر من بقية أمريكا اللاتينية أو الأجزاء الأخرى من العالم الثالث». شكّل العمال في المعامل الجديدة اتحادات قوية كانت تفاوض بشأن رواتب الطبقة الوسطى، فأُرسل أبنائهم للدراسة في جامعة عامة حديثة التأسيس. وبحلول الخمسينيات، كانت الطبقة الوسطى في الأرجنتين هي الأكبر في أمريكا الجنوبية، بينما بلغ معدل التعليم (معرفة القراءة والكتابة) في أورغواي نسبة 95% ووفرت الدولة رعاية صحية مجانية لكل مواطنيها.

## أهدافها
تسعى التنموية إلى تنظيم الطرق التي تُناقَش بها التنمية على المستوى الدولي، ويمكن من خلال التنموية -كما يرى مناصروها- إعادة تصميم النقاشات حول التنمية الاقتصادية لـ«العالم الثالث» بطريقة تمكّن الجميع من استخدام نفس المفردات لنقاش الظواهر المختلفة التي تتعلق بالتنمية. وبهذه الطريقة، يمكن نقاش المجتمعات بشكل يقوم على المقارنة دون العوائق المرتبطة بصياغة نواحي التفاوت التنموي بين الدول في أصناف مختلفة تمامًا من الناحيتين الكلامية والفكرية. وسيكون من شأن هذه الصيغ اللغوية الموحدة أن تزيد فهم الدراسات المتعلقة بالتنمية من مختلف حقول العلوم الاجتماعية وتقديرها والسماح بتواصل أكثر حرية وإنتاجية بشأن هذه الدراسات. وقبل تراجعها في سبعينيات القرن العشرين، كان الباحثون متفائلين بقدرة التنموية على تحطيم الحواجز بين أنظمة العلوم الاجتماعية عند نقاش تعقيدات التنمية. وقد أنتجت هذه المدرسة الفكرية أعمالًا من قبيل «نحو نظرية عامة للفعل - تالكوت بارسونز وإدوارد شيلز» و«المجتمعات القديمة والدول الحديثة – كليفورد جيرتز» و«الدول الناشئة - دونالد ل. م. بلاكمر وماكس ف. ميليكان».